# Sextilis
Sextilis (août) était le sixième mois du calendrier romain. Selon Suétone, en 8, le Sénat romain a offert Sextilis à Auguste en raison des victoires qu'il avait remportées en ce mois. Sextilis fut dorénavant appelé Augustus. 
Ce mois est réputé pour avoir 31 jours parce que Auguste voulait avoir autant de jours que le Juillet de Jules César. Mais cette idée est fausse, Sextilis avait 31 jours depuis l'époque de Jules César et le calendrier julien.

## Calendrier
| août | Sextilis                                              |
| ---- | ----------------------------------------------------- |
| 1    | Kalendis Sextilibus                                   |
| 2    | ante diem IV (quartum) Nonas Sextiles                 |
| 3    | ante diem III (tertium) Nonas Sextiles                |
| 4    | pridie Nonas Sextiles                                 |
| 5    | Nonis Sextilibus                                      |
| 6    | ante diem VIII (octavum) Idus Sextiles                |
| 7    | ante diem VII (septimum) Idus Sextiles                |
| 8    | ante diem VI (sextum) Idus Sextiles                   |
| 9    | ante diem V (quintum) Idus Sextiles                   |
| 10   | ante diem IV (quartum) Idus Sextiles                  |
| 11   | ante diem III (tertium) Idus Sextiles                 |
| 12   | pridie Idus Sextiles                                  |
| 13   | Idibus Sextilibus                                     |
| 14   | ante diem XIX (undevicesimum) Kalendas Septembres     |
| 15   | ante diem XVIII (duodevicesimum) Kalendas Septembres  |
| 16   | ante diem XVII (septimum decimum) Kalendas Septembres |
| 17   | ante diem XVI (sextum decimum) Kalendas Septembres    |
| 18   | ante diem XV (quintum decimum) Kalendas Septembres    |
| 19   | ante diem XIV (quartum decimum) Kalendas Septembres   |
| 20   | ante diem XIII (tertium decimum) Kalendas Septembres  |
| 21   | ante diem XII (duodecimum) Kalendas Septembres        |
| 22   | ante diem XI (undecimum) Kalendas Septembres          |
| 23   | ante diem X (decimum) Kalendas Septembres             |
| 24   | ante diem IX (nonum) Kalendas Septembres              |
| 25   | ante diem VIII (octavum) Kalendas Septembres          |
| 26   | ante diem VII (septimum) Kalendas Septembres          |
| 27   | ante diem VI (sextum) Kalendas Septembres             |
| 28   | ante diem V (quintum) Kalendas Septembres             |
| 29   | ante diem IV (quartum) Kalendas Septembres            |
| 30   | ante diem III (tertium) Kalendas Septembres           |
| 31   | pridie Kalendas Septembres                            |

## Source et autres références
- Histoire romaine à l'usage de la jeunesse. Revue et complétée par l'abbé Courval. Librairie Poussielgue. 1887

1. ↑  « Pourquoi les mois successifs de juillet et août ont 31 jours », sur Rue89, nouvelobs.com, 2 juillet 2009.